# Karel Svoboda (poslanec ČNR)
Karel Svoboda (12. října 1926 Čáslavice – 16. února 2014 Šternberk) byl český lesník, politik Komunistické strany Československa a poslanec České národní rady.

## Životopis
Začínal jako lesní dělník v polesí Cidlina, roku 1951 se stal ředitelem lesního závodu v Jeseníku a v Javorníku. V roce 1964 absolvoval lesnickou fakultu Vysoké školy zemědělské v Brně, přičemž už od roku 1960 působil jako samostatný provozní inspektor lesního závodu ve Šternberku.
Do České národní rady byl zvolen za Severomoravský kraj v letech 1971 a 1976, vždy působil v ústavně právním výboru, kde byl mj. zpravodajem ve věcech odvolávání či zprošťování soudců z povolání soudcovské funkce. Vyjadřoval se ale také třeba k lesnické problematice.
S manželkou Bernardinou vychovali syna Petra a dceru Zdeňku.